# FDGB-Pokal 1963/64
Der 13. Wettbewerb um den Fußball-FDGB-Pokal fand in der Saison 1963/64 statt.
Der Pokalwettbewerb 1963/64 begann wie im Vorjahr mit einer Vorrunde, die am 24. Juli 1963 startete und nach territorialen Gesichtspunkten gelost wurde. An dieser nahmen aus der Saison 1962/63 die 15 Bezirkspokalsieger, 65 Mannschaften aus der mittlerweile abgeschafften II. DDR-Liga (ohne Staffelsieger) und die beiden Staffelletzten der DDR-Liga teil. In der 1. Hauptrunde stießen die restlichen 29 Vertreter der aktuellen DDR-Ligasaison (ohne Wolgast) sowie die beiden Staffelvorletzten der DDR-Liga aus der Vorsaison hinzu.
Die 14 Oberliga-Teams spielten ab der 3. Hauptrunde mit, in der Wismut Aue, Turbine Erfurt und der SC Karl-Marx-Stadt gleich ausschieden.
Neben elf Oberligisten bestand das Achtelfinale aus vier Mannschaften der DDR-Liga und Empor Neustrelitz als letztem Bezirkspokalvertreter. Die Neustrelitzer schieden nach einer Heimniederlage gegen SC Motor Jena mit 1:2 aus, ebenso wie der letztjährige Pokalfinalist Chemie Zeitz, der beim SC Aufbau Magdeburg mit 0:2 unterlag. Von den DDR-Ligisten kam nur die ASG Vorwärts Neubrandenburg in das Viertelfinale.
Im Viertelfinale kam dann das Aus für Neubrandenburg durch eine hohe 2:7-Niederlage beim SC Leipzig. Der SC Leipzig schaltete anschließend im Halbfinale auch den Pokalsieger des vergangenen Jahres Motor Zwickau mit einem 3:2-Auswärtssieg nach Verlängerung aus. Als zweiter Finalist qualifizierte sich der SC Aufbau Magdeburg mit einem 3:2 gegen den SC Motor Jena.

## Vorrunde
Die Spiele fanden vom 24. Juli bis 11. August 1963 statt.
|                                   | Ergebnis  |                                     |
| --------------------------------- | --------- | ----------------------------------- |
| BSG Einheit Greifswald II *       | 0:2       | BSG Motor Hennigsdorf               |
| BSG Empor Neustrelitz *           | 2:0       | BSG Motor Warnowwerft Warnemünde    |
| SG Dynamo Schwerin II *           | 0:2       | BSG Lokomotive Kirchmöser           |
| BSG Motor Süd Brandenburg II *    | 2:5       | BSG Motor Stralsund                 |
| TSG Fürstenwalde II *             | 4:4 n. V. | SG Lichtenberg 47                   |
| SC Cottbus II (1) *               | 4:3       | BSG Motor Schkeuditz                |
| BSG Einheit Wernigerode *         | 5:4       | TSG Wismar                          |
| BSG Empor Halle *                 | 4:0       | BSG Glückauf Bleicherode            |
| BSG Motor Gispersleben *          | 5:3       | BSG Lokomotive Meiningen            |
| SG Dynamo Gera *                  | 4:1       | BSG Motor Sonneberg                 |
| BSG Motor Steinach II *           | 1:5       | BSG Motor Rudisleben-Ichtershausen  |
| BSG Motor Dresden-Niedersedlitz * | 1:3 n. V. | BSG Chemie Glauchau                 |
| BSG Motor Dessau                  | 3:0       | HSG Wissenschaft DHfK Leipzig (2) * |
| HSG Wissenschaft Freiberg *       | 2:0       | BSG Fortschritt Greiz               |
| BSG Rotation Berlin *             | 5:3       | BSG Stahl Eisenhüttenstadt II       |
| ASG Vorwärts Eggesin-Karpin       | 2:0       | BSG Stahl Hennigsdorf               |
| TSG Velten                        | 4:2       | BSG Lokomotive Waren-Rethwisch      |
| BSG Motor Gohlis-Nord Leipzig     | (3)       | BSG Motor Brand-Langenau            |
| BSG Empor Wurzen                  | 2:4       | BSG Chemie Bitterfeld               |
| BSG Chemie Lauscha                | 3:0       | BSG Einheit Reichenbach             |
| BSG Lokomotive Wittenberge        | 2:0       | SG Adlershof                        |
| BSG Deutsche Lufthansa Berlin     | 4:3       | BSG Motor Süd Brandenburg           |
| BSG Motor Aschersleben            | 3:2       | BSG Motor Schönebeck                |
| BSG Einheit Elsterberg            | 4:3       | BSG Motor-Mitte Suhl                |
| BSG Motor Nord Erfurt             | 1:2       | BSG Motor Köthen                    |
| BSG Motor Rathenow                | 1:1 n. V. | BSG Motor Eberswalde                |
| BSG Aufbau Großräschen            | 1:4       | BSG Motor Görlitz                   |
| BSG Aktivist Geiseltal Mücheln    | 0:3       | SG Dynamo Erfurt                    |
| BSG Lokomotive Zittau             | 5:1       | BSG Aktivist Laubusch               |
| BSG Motor Veilsdorf               | 6:2       | BSG Motor Eisenach                  |
| ASG Vorwärts Perleberg            | 0:2       | BSG Einheit Burg                    |
| BSG Rotation Babelsberg           | 3:6       | BSG CM Veritas Wittenberge          |
| BSG Stahl Thale                   | 3:2       | BSG Aktivist Kali Werra Tiefenort   |
| TSG Gröditz                       | 2:0       | BSG Aktivist Böhlen                 |
| ASG Vorwärts Rostock-Gehlsdorf II | 1:2       | SC Traktor Schwerin                 |
| BSG Tiefbau Berlin                | 2:4       | BSG Chemie Schwarzheide             |
| BSG Motor Werdau                  | 2:0       | BSG Chemie Schwarza                 |
| BSG Motor Neuhaus-Schierschnitz   | 2:3       | BSG Motor WEMA Plauen               |
| BSG Motor Ammendorf               | 3:0       | BSG Motor Zeiss Jena                |
| ASG Vorwärts Schwerin             | 2:1       | SC Potsdam II                       |
| BSG Chemie Riesa                  | 2:4       | BSG Lokomotive Leipzig-Ost          |

### Wiederholungsspiele
Die Spiele fanden am 14. August 1963 statt.
|                      | Ergebnis |                    |
| -------------------- | -------- | ------------------ |
| SG Lichtenberg 47    | 2:0      | TSG Fürstenwalde   |
| BSG Motor Eberswalde | 2:0      | BSG Motor Rathenow |

## 1. Hauptrunde
Die Spiele fanden zwischen dem 7. und 11. September 1963 statt.
|                                    | Ergebnis  |                                  |
| ---------------------------------- | --------- | -------------------------------- |
| BSG Motor Hennigsdorf              | 3:4       | SG Dynamo Hohenschönhausen       |
| BSG Lokomotive Kirchmöser          | 1:3       | ASG Vorwärts Neubrandenburg      |
| BSG Motor Stralsund                | 1:4       | ASG Vorwärts Rostock-Gehlsdorf   |
| SG Lichtenberg 47                  | 1:2       | TSC Berlin                       |
| BSG Motor Rudisleben-Ichtershausen | 0:2       | BSG Chemie Zeitz                 |
| BSG Chemie Glauchau                | 1:2       | BSG Motor Ammendorf              |
| TSG Velten                         | 0:4       | BSG Einheit Greifswald           |
| BSG Motor Brand-Langenau           | 1:2       | BSG Wismut Gera                  |
| BSG Chemie Bitterfeld              | 0:1       | SC Potsdam                       |
| BSG Motor Köthen                   | 0:1       | BSG Stahl Riesa                  |
| BSG Motor Eberswalde               | 3:2       | ASG Vorwärts Eggesin-Karpin      |
| BSG Motor Görlitz                  | 3:2       | SC Cottbus                       |
| SG Dynamo Erfurt                   | 0:3       | BSG Fortschritt Weißenfels       |
| BSG Einheit Burg                   | 3:4 n. V. | BSG Stahl Thale                  |
| BSG CM Veritas Wittenberge         | 4:0       | BSG Deutsche Lufthansa Berlin    |
| SC Traktor Schwerin                | 4:2       | BSG Turbine Magdeburg            |
| BSG Chemie Schwarzheide            | 0:1       | SG Dynamo Dresden                |
| BSG Motor WEMA Plauen              | 4:0       | BSG Stahl Lippendorf             |
| BSG Lokomotive Leipzig-Ost         | 1:2       | TSG Gröditz                      |
| BSG Lokomotive Halberstadt         | 3:2       | SG Dynamo Schwerin               |
| BSG Motor Nordhausen West          | 4:1       | BSG Motor Veilsdorf              |
| BSG Empor Neustrelitz *            | 3:1 n. V. | SC Frankfurt/Oder                |
| SC Cottbus II *                    | 0:1       | BSG Lokomotive Zittau            |
| BSG Einheit Wernigerode *          | 1:4       | BSG Motor Aschersleben           |
| BSG Empor Halle *                  | 1:4       | BSG Aktivist „Karl Marx“ Zwickau |
| BSG Motor Gispersleben *           | 2:1       | BSG Motor West Karl-Marx-Stadt   |
| SG Dynamo Gera *                   | 1:2       | BSG Motor Werdau                 |
| HSG Wissenschaft Freiberg *        | 2:1       | ASG Vorwärts Leipzig             |
| BSG Rotation Berlin *              | 1:4       | BSG Chemie Wolfen                |
| BSG Chemie Lauscha                 | 1:2       | BSG Motor Weimar                 |
| BSG Stahl MK Eisleben              | 2:1       | BSG Einheit Elsterberg           |
| SC Einheit Dresden                 | 0:1 n. V. | BSG Stahl Eisenhüttenstadt       |
| BSG Motor Bautzen                  | 2:1       | ASG Vorwärts Cottbus             |
| BSG Motor Dessau                   | 0:4       | SG Dynamo Eisleben               |
| SC Neubrandenburg                  | 7:0       | BSG Lokomotive Wittenberge       |
| BSG Motor Köpenick                 | 4:2       | ASG Vorwärts Schwerin            |

## 2. Hauptrunde
Die Spiele fanden vom 6. bis 9. Oktober 1963 statt.
|                                | Ergebnis  |                                  |
| ------------------------------ | --------- | -------------------------------- |
| BSG Motor Ammendorf            | 2:0       | BSG Fortschritt Weißenfels       |
| BSG Stahl Thale                | 0:1 n. V. | BSG Lokomotive Halberstadt       |
| TSG Gröditz                    | 0:0 n. V. | BSG Aktivist „Karl Marx“ Zwickau |
| BSG Lokomotive Zittau          | 2:1       | SG Dynamo Dresden                |
| BSG Motor Aschersleben         | 1:1 n. V. | TSC Berlin                       |
| BSG Motor Werdau               | 0:2       | BSG Motor Bautzen                |
| SG Dynamo Hohenschönhausen     | 4:3 n. V. | BSG Stahl MK Eisleben            |
| ASG Vorwärts Neubrandenburg    | 4:0       | BSG Motor Eberswalde             |
| ASG Vorwärts Rostock-Gehlsdorf | 2:1       | BSG CM Veritas Wittenberge       |
| BSG Chemie Zeitz               | 4:0       | BSG Motor Gispersleben *         |
| BSG Einheit Greifswald         | 3:2       | SC Traktor Schwerin              |
| BSG Wismut Gera                | 3:1       | BSG Motor Nordhausen West        |
| SC Potsdam                     | 2:2 n. V. | BSG Empor Neustrelitz *          |
| BSG Stahl Riesa                | 1:1 n. V. | HSG Wissenschaft Freiberg *      |
| BSG Chemie Wolfen              | 3:5       | SC Neubrandenburg                |
| BSG Motor Weimar               | 7:2 n. V. | BSG Motor WEMA Plauen            |
| BSG Stahl Eisenhüttenstadt     | 3:1       | BSG Motor Görlitz                |
| SG Dynamo Eisleben             | 2:1       | BSG Motor Köpenick               |

### Wiederholungsspiele
Die Spiele fanden am 9. Oktober 1963 statt.
|                                  | Ergebnis |                        |
| -------------------------------- | -------- | ---------------------- |
| BSG Aktivist „Karl Marx“ Zwickau | 5:1      | TSG Gröditz            |
| TSC Berlin                       | 4:0      | BSG Motor Aschersleben |
| BSG Empor Neustrelitz *          | 1:0      | SC Potsdam             |
| HSG Wissenschaft Freiberg *      | 0:1      | BSG Stahl Riesa        |

## 3. Hauptrunde
Die Spiele fanden zwischen dem 20. November bis 15. Dezember 1963 statt.
|                                  | Ergebnis  |                             |
| -------------------------------- | --------- | --------------------------- |
| BSG Wismut Aue                   | 0:3       | ASG Vorwärts Neubrandenburg |
| BSG Chemie Zeitz                 | 1:0 n. V. | BSG Wismut Gera             |
| SC Neubrandenburg                | 1:3       | BSG Motor Zwickau           |
| BSG Lokomotive Halberstadt       | 1:4       | SC Leipzig                  |
| BSG Motor Ammendorf              | 0:1       | SC Empor Rostock            |
| BSG Empor Neustrelitz *          | 7:0       | SG Dynamo Hohenschönhausen  |
| TSC Berlin                       | 0:1       | BSG Lokomotive Stendal      |
| SC Dynamo Berlin                 | 10:00     | BSG Einheit Greifswald      |
| ASG Vorwärts Rostock-Gehlsdorf   | 2:2 n. V. | SC Chemie Halle             |
| BSG Motor Bautzen                | 1:2       | SC Motor Jena               |
| BSG Lokomotive Zittau            | 0:4       | ASK Vorwärts Berlin         |
| BSG Stahl Riesa                  | 0:1       | SG Dynamo Eisleben          |
| BSG Motor Weimar                 | 2:0       | SC Turbine Erfurt           |
| BSG Aktivist „Karl Marx“ Zwickau | 1:2       | SC Aufbau Magdeburg         |
| SC Karl-Marx-Stadt               | 0:2       | BSG Motor Steinach          |
| BSG Chemie Leipzig               | 1:0       | BSG Stahl Eisenhüttenstadt  |

### Wiederholungsspiel
Das Spiel fand am 18. Dezember 1963 statt.
|                 | Ergebnis |                                |
| --------------- | -------- | ------------------------------ |
| SC Chemie Halle | 3:1      | ASG Vorwärts Rostock-Gehlsdorf |

## Achtelfinale
Die Spiele fanden am 15. und 18. März 1964 statt.
|                             | Ergebnis |                    |
| --------------------------- | -------- | ------------------ |
| BSG Empor Neustrelitz *     | 1:2      | SC Motor Jena      |
| SC Aufbau Magdeburg         | 2:0      | BSG Chemie Zeitz   |
| ASG Vorwärts Neubrandenburg | 2:1      | BSG Chemie Leipzig |
| BSG Motor Zwickau           | 2:0      | BSG Motor Weimar   |
| BSG Lokomotive Stendal      | 2:5      | SC Empor Rostock   |
| SG Dynamo Eisleben          | 0:1      | SC Dynamo Berlin   |
| SC Leipzig                  | 4:0      | SC Chemie Halle    |
| ASK Vorwärts Berlin         | 4:2      | BSG Motor Steinach |

## Viertelfinale
Die Spiele fanden am 22. April 1964 statt.
|                  | Ergebnis |                             |
| ---------------- | -------- | --------------------------- |
| SC Empor Rostock | 0:1      | BSG Motor Zwickau           |
| SC Dynamo Berlin | 1:4      | SC Aufbau Magdeburg         |
| SC Motor Jena    | 2:1      | ASK Vorwärts Berlin         |
| SC Leipzig       | 7:2      | ASG Vorwärts Neubrandenburg |

## Halbfinale
Die Spiele fanden am 20. Mai 1964 statt.
|                     | Ergebnis  |               |
| ------------------- | --------- | ------------- |
| BSG Motor Zwickau   | 2:3 n. V. | SC Leipzig    |
| SC Aufbau Magdeburg | 3:2       | SC Motor Jena |

## Finale

### Statistik
| Paarung                   | SC Aufbau Magdeburg – SC Leipzig |
| Ergebnis                  | 3:2 (1:2) |
| Datum                     | Samstag, 13. Juni 1964 um 17.00 Uhr |
| Stadion                   | Paul-Greifzu-Stadion, Dessau |
| Zuschauer                 | 12.000 |
| Schiedsrichter            | Gerhard Kunze (Karl-Marx-Stadt) |
| Schiedsrichterassistenten | Fritz Köpcke (Wusterhausen/Dosse), Bernd Trautvetter (Immelborn) |
| Tore                      | 0:1 Faber (8.) 0:2 Engelhardt (37.) 1:2 Walter (40.) 2:2 Walter (74.) 3:2 Stöcker (90.+3') |
| SC Aufbau Magdeburg       | Hans-Georg Moldenhauer – Reiner Wiedemann, Hans-Dieter Busch, Rolf Retschlag – Günter Kubisch, Günter Fronzeck – Joachim Walter, Günter Hirschmann, Klaus Lehmann, Günter Behne , Hermann Stöcker Cheftrainer: Ernst Kümmel |
| SC Leipzig                | Peter Nauert – Michael Faber, Manfred Geisler, Klaus Pfeufer – Karl Drößler, Volker Trojan – Dieter Engelhardt, Reinhard Trölitzsch, Henning Frenzel, Volker Franke, Arno Zerbe Cheftrainer: Rudolf Krause                  |

### Spielverlauf
- Torfilm

8. Minute: Trölitzsch bringt einen Freistoß direkt vor das Magdeburger Tor, Torwart Moldenhauer kann den Ball nur abklatschen. Der aufgerückte Verteidiger Faber schmeißt sich in den Ball und bringt ihn über die Linie. 37. Minute: Frenzel wird von Franke angespielt, spielt Magdeburgs Innenverteidiger aus und flankt vor das Tor, wo Rechtsaußen Engelhardt vollenden kann. 40. Minute: Von der Mittellinie startet Stöcker ungehindert einen Alleinlauf, passt zu Rechtsaußen Walter, der trotz Bedrängnis den Ball mit einem harten Flachschuss ins kurze Toreck trifft. 74. Minute: Hirschmann bringt blitzschnell einen Freistoß vor das Leipziger Tor, die überraschte Leipziger Abwehr kann Walter nicht am Torschuss hindern, Torwart Nauert ist machtlos. 90.+3' Minute: Nauert kann einen Gewaltschuss von Walter nur abprallen lassen, Stöcker stürmt heran und schießt von zwei Leipzigern noch bedrängt wuchtig das Siegtor.
Bei 35 Grad im Schatten trafen fünf Wochen nach Ende der Oberligasaison der Meisterschaftsdritte SC Leipzig und der Tabellenelfte SC Aufbau Magdeburg aufeinander. Die Leipziger rissen sofort das Spielgeschehen mit sicherer Ballführung und gekonnten Spielzügen an sich und brachten mit ihren drei Sturmspitzen die unsicher wirkende Magdeburger Abwehr in arge Bedrängnis. Den Magdeburgern fehlte zudem das genaue Zuspiel aus dem Mittelfeld, das immer wieder in die Defensive gedrängt wurde, die Stürmer konnten die meist hohen Flanken gegen die sicher stehende Leipziger Abwehr nicht verwerten. Nach der schnellen 2:0-Führung glaubte alles an einen klaren Sieg des SC Leipzig. Walters Anschlusstor in der 40. Minute brachte jedoch die überraschende Wende. Plötzlich verloren die Leipziger ihre Sicherheit, Magdeburg begann, das Spiel umzudrehen. Nach der Pause hatte Trainer Kümmel seinen Sturm umgestellt, Walter spielte nun Mittelstürmer. Bedingt durch die Verletzung des Leipziger Mittelfeldspielers Trojan baute Magdeburg einen Druck auf, dem die gegnerische Abwehr nicht mehr gewachsen war. Stöcker und Walter wirbelten gefährlich durch den Leipziger Strafraum, der Ausgleich in der 74. Minute war völlig verdient. Die durch die Verletzungen der Leipziger Spieler entstandenen Zeitverzögerungen nahm Schiedsrichter Kunze für eine vierminütige Nachspielzeit zum Anlass. Diese nutzten die Magdeburger drei Minuten nach der regulären Spielzeit mit einem kraftvollen Spielzug zum Siegestreffer.